# Ferenc pápa és Kirill pátriárka közös nyilatkozata
A két egyházfő közös nyilatkozatát Ferenc pápa és Kirill moszkvai pátriárka 2016. február 12-i történelmi jelentőségű havannai találkozója után adták ki. Az 1054-es nagy egyházszakadás óta az első alkalom volt, hogy a római katolikus egyház és az orosz ortodox egyház vezetője tárgyalóasztalhoz ült.

## A találkozó
A találkozót két év titkos tárgyalása után semleges területen, Kuba fővárosában, a havannai José Martí Nemzetközi Repülőtéren tartották 2016. február 12-én a pápa mexikói útjához és a pátriárka latin-amerikai látogatásához igazítva.
A kétórás, nem nyilvános megbeszélést követően a két egyházfő megölelte egymást, és egy 30 pontból álló közös nyilatkozatot írtak alá. A sajtótájékoztatón Ferenc pápa kijelentette, hogy megismerhették egymás álláspontját és számos, később megvalósítandó kezdeményezést vitattak meg. Kirill moszkvai pátriárka szerint bebizonyosodottt, „hogy a két egyház képes együttműködni a kereszténység védelmében, a háború elkerüléséért és azért, hogy az emberi életet megbecsüljék az egész világon.” Az egyházfők óva intettek az olyan európai integrációtól, amely a vallási identitást nem tartja tiszteletben, és felszólították Európát, hogy maradjon hűséges a keresztény gyökerekhez.

## A nyilatkozat
A közös nyilatkozatot a Vatikán olasz, orosz, angol, német, francia, spanyol, portugál és arab nyelven adta ki. Az orosz ortodox egyház orosz, angol, olasz, francia, spanyol és ukrán nyelven publikálta. A dokumentum 30 számozott szakaszból áll különböző témákban.
A nyilatkozat első szakaszában az egyházfők hálát adnak „a történelemben első alkalommal létrejött” testvéri találkozóért. A második és harmadik szakaszban Kubát, a találkozó helyszínét Észak és Dél, Kelet és Nyugat keresztezési pontjának nevezik és örömmel szólnak a kereszténység latin-amerikai növekedéséről. A 4–6. szakaszok „a kereszténység első évezredének közös lelki örökségéről” szólnak, ugyanakkor kifejezik a fájdalmat az eucharisztiában való közösség hiánya és az egység elvesztése miatt, valamint a reményt, hogy a találkozó „hozzájárulhasson ennek az Isten által akart egységnek a helyreállításához.”
A 7–21. szakaszok a mai világ kihívásait sorolják fel. Megemlítik a közel-keleti és észak-afrikai keresztények üldöztetését, a polgárháború, káosz és terrorista erőszak hatásait, a szíriai és iraki menekülteket és a más vallású hívek szenvedéseit. Felszólítják a konfliktusokban érintett feleket, hogy üljenek tárgyalóasztalhoz és vessenek véget a terrorizmusnak. Kifejezik a különféle egyházakhoz tartozó vértanúk iránti tiszteletet és aláhúzzák a vallásközi párbeszéd nélkülözhetetlenségét, a vallásszabadság nagy értékét. A nyilatkozat kiemeli a keresztény hit megújulását Oroszországban és Kelet-Európa korábban ateista vezetésű országaiban, ugyanakkor megállapítja, hogy némely országnak a szekularizált társadalommá válása, a keresztények hátrányos megkülönböztetése súlyos fenyegetést jelent a vallásszabadságra. Óvatosságra int az olyan európai integrációval szemben, amely nem tiszteli a vallási identitásokat. Felhívja a figyelmet a szegénységben élők, az elvándorlók és menekültek sorsára, valamint a féktelen fogyasztás és egyenlőtlenség igazságtalanságára. Hangsúlyozza a család, a házasság, a szeretet, a hűség fontosságát. Külön foglalkozik az élethez való elidegeníthetetlen jog tiszteletben tartásával, az abortusz, az eutanázia és a mesterséges megtermékenyítés kérdéseivel.
A dokumentum 22–27. szakaszai a továbblépésről, a jövőépítésről szólnak. Felszólítják a keresztény fiatalokat, hogy ne rejtsék el tehetségüket és ne féljenek az árral szemben tanúságot tenni Krisztus igazságáról. Kijelentik, hogy az ortodoxok és a katolikusok közös küldetése, hogy Krisztus evangéliumát hirdessék a mai világban, amely kizárja a prozelitizmus (áttérítés) mindenféle formáját. Arra buzdítják a keresztényeket, hogy éljenek együtt békében és szeretetben, és „kölcsönös egyetértés legyen köztük”, a görögkatolikusokat és az ortodoxokat pedig külön felszólítja, hogy engesztelődjenek ki és találják meg az együttélés kölcsönösen elfogadható formáit. Fájdalommal említik az Ukrajnában zajló összetűzést, és arra kérik az ott működő egyházakat, hogy dolgozzanak a társadalmi egyetértés elérésén és az ortodox hívek közötti szakadás megoldásán.
A nyilatkozat végén kijelentik, hogy „a katolikusoknak és ortodoxoknak testvériesen együtt kell működniük az üdvösség örömhírének hirdetésében, tanúságot kell tenniük közösen az emberi személy erkölcsi méltóságáról és valódi szabadságáról, hogy »a világ higgyen«”. Ehhez kérik Jézus Krisztus segítségét, aki az öröm és remény forrása, valamint Szűz Mária közbenjárását.

## Fordítás
- Ez a szócikk részben vagy egészben  a   Joint Declaration of Pope Francis and Patriarch Kirill című angol Wikipédia-szócikk ezen változatának fordításán alapul.  Az eredeti cikk szerkesztőit annak laptörténete sorolja fel. Ez a jelzés csupán a megfogalmazás eredetét és a szerzői jogokat jelzi, nem szolgál a cikkben szereplő információk forrásmegjelöléseként.